# سرخرگ درشت‌نئی پیشین
سرخرگ درشت‌نئی پیشین یا شریان تیبیال قدامی (به انگلیسی: anterior tibial artery) از شاخه‌های سرخرگ پشت‌زانویی (پوپلیتئال) است که خون‌رسانی کُمپارتمان قدامی ساق پا را بر عهده دارد.
دو سیاهرگ درشت‌نئی پیشین در طول مسیر این سرخرگ را همراهی می‌کنند.

## مسیر

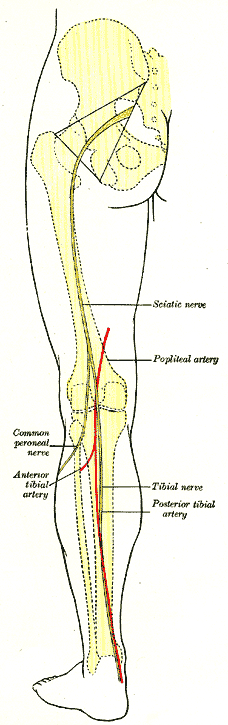
ناحیه پشتی اندام تحتانی چپ که خاستگاه سرخرگ درشت‌نئی پیشینی را نشان می‌دهد.

این سرخرگ در حفره پشت زانو از انتهای ماهیچه پشت‌زانویی و از پشت استخوان درشت‌نی از سرخرگ پشت‌زانویی (پوپلیتئال) جدا می‌شود و بین استخوان‌های درشت‌نی و نازک‌نی در سمت خارجی ساق پا طی مسیر می‌کند و در انتها در قدام مفصل مچ پا به سرخرگ پشتی پا (دورسالیس پدیس) تبدیل شده و خون‌رسانی پشت پا را بر عهده دارد.

## شاخه‌ها
- سرخرگ درشت‌نئی پسین بازگشتی[۴]
- سرخرگ درشت‌نئی پیشین بازگشتی[۵]
- شاخه‌های عضلانی[۶]
- سرخرگ قوزک داخلی قدامی[۷]
- سرخرگ قوزک خارجی قدامی[۸]
- سرخرگ پشت پا[۹]

## نگارخانه

نمای سرخرگ‌های ران. سرخرگ درشت‌نئی پیشین در پایین تصویر نشان داده شده است
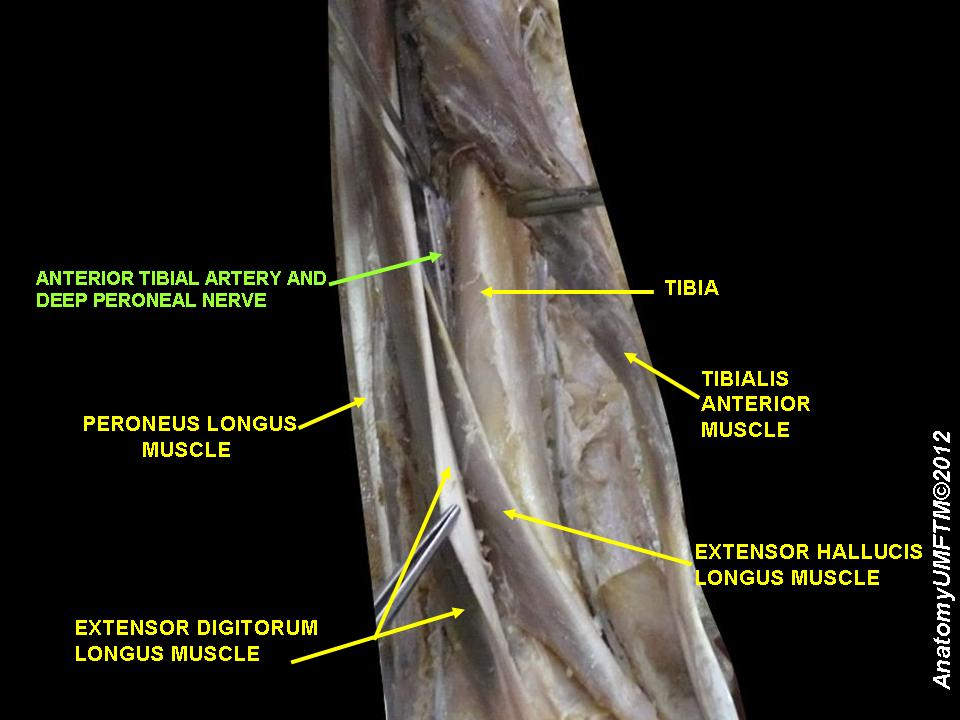
Anterior tibial artery
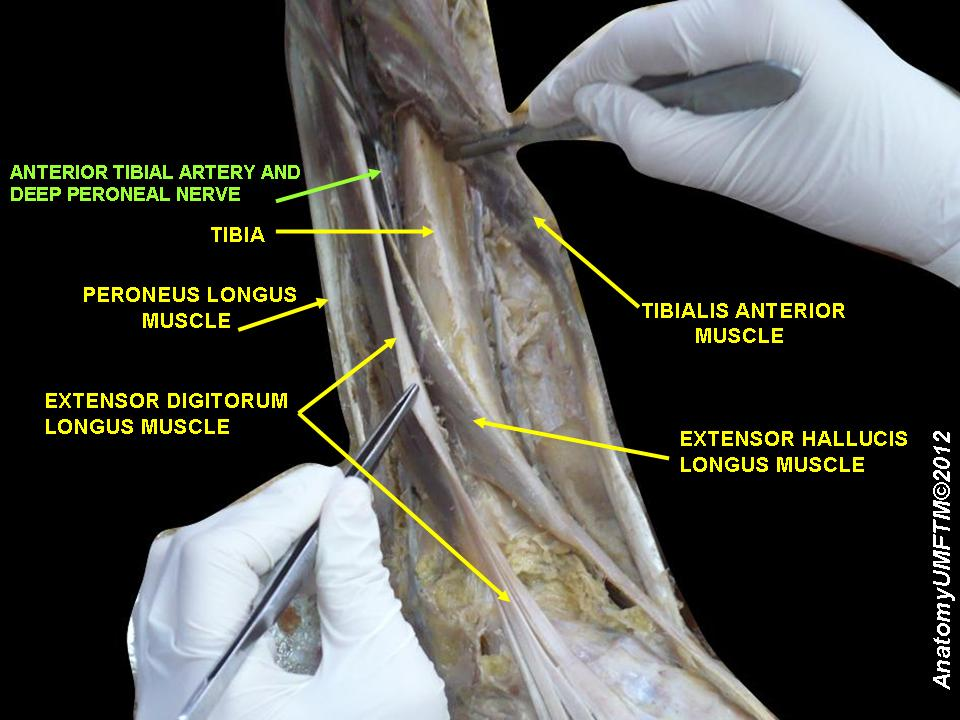
Anterior tibial artery
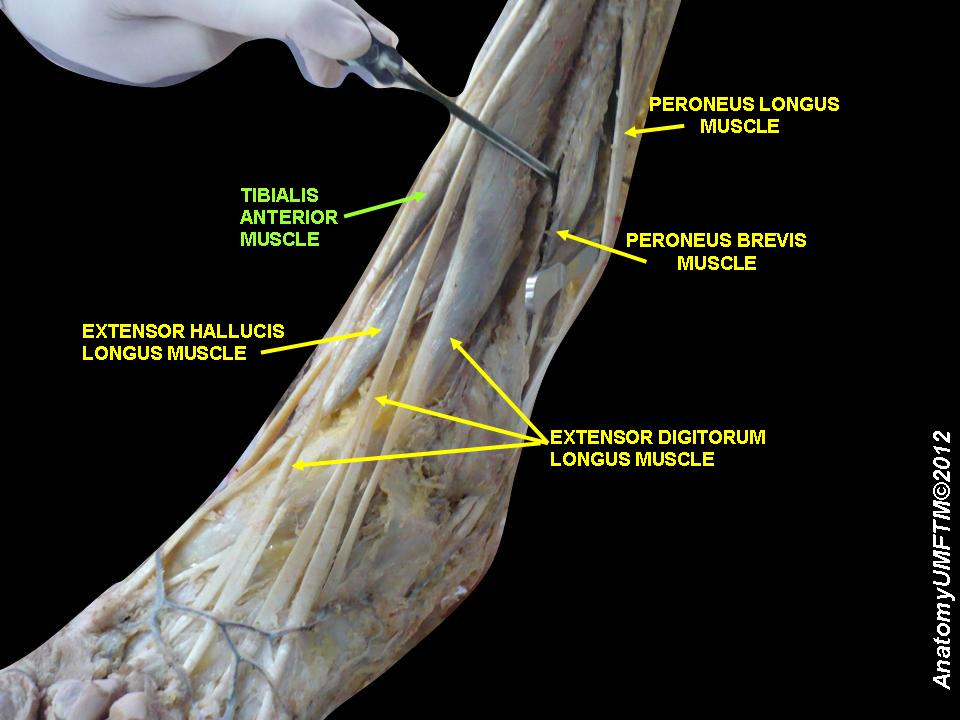
Anterior tibial artery